# إلس هوستالتس دي بيرولا
بلدية إلس أوستاليتس دي بيارولا (بالكاتالانية: els Hostalets de Pierola) هي إحدى بلديات مقاطعة برشلونة، والتي تقع في منطقة كاتالونيا، شرق إسبانيا.
يبلغ عدد سكانها 2.219 نسمة وفقاً لإحصائية سنة (2007).